# 2015-ös írországi alkotmánymódosító népszavazás
2015. május 22-én Írországban népszavazást tartottak az alkotmány két javasolt módosításáról. A két javasolt módosítás közül az első az azonos neműek házasságkötését legalizálja, míg a második az elnöki tisztség betöltéséhez szükséges minimális életkort szállítja le 35 évről 21-re. A szavazók az azonos neműek házasságát lehetővé tevő módosítást 62 százalékos többséggel elfogadták, az elnöki korhatár leszállítását viszont 73 százalékos többséggel elutasították.

## Harmincnegyedik alkotmánymódosítás
A harmincnegyedik alkotmánymódosítás egy új, negyedik szakaszt ad az alkotmány 41. cikkelyéhez. Az új szakasz szövege:
Két személy a törvény által meghatározott módon házasságot köthet, függetlenül a nemüktől.
Az alkotmánymódosítási javaslat angol nyelvű szövege:
Marriage may be contracted in accordance with law by two persons without distinction as to their sex.
Az ír nyelvű szöveg:
Féadfaidh beirt, cibé acu is fir nó mná iad, conradh a dhéanamh i leith pósadh de réir dlí.
Az angol és az ír szöveg szándékolt jelentése azonos, de vita esetén az ír nyelvű változat a döntő.
A javaslatot a szavazók 62:38 arányban elfogadták.

### Reakciók
Pietro Parolin bíboros, a Szentszék államtitkára a népszavazást szomorú eseménynek nevezte. Szerinte az eredmény „az emberiség veresége”.

## Harmincötödik alkotmánymódosítás
A tervezett harmincötödik alkotmánymódosítás megváltoztatta volna az alkotmány 12. cikkelye negyedik szakaszának első pontját. A hatályos szöveg szerint:
Minden állampolgár, aki elérte harmincötödik életévét megválasztható elnökké.
Az javasolt új szöveg szerint:
Minden állampolgár, aki betöltötte huszonegyedik életévét megválasztható elnökké.
A korhatár leszállításán túl az alkotmánymódosítás tisztázott volna két megfogalmazásbeli bizonytalanságot: Az hatályos alkotmányszöveg hímnemű személyes névmással hivatkozik az elnökre, dacára annak, hogy az elnöki tisztre nőket is meg lehet választani. A javasolt módosítás nemileg semleges módon hivatkozik az elnöknek megválasztható személyekre. Ezen kívül az eredeti alkotmányszöveg angol nyelvű változatát úgy is lehet értelmezni, hogy a választhatóság már a harmincötödik életév megkezdésekor (tehát a harmincnegyedik születésnapot követő napon) beáll. Az ír nyelvű változat eredetileg is egyértelműen a betöltött életkorra hivatkozik, és ezt a bizonytalanságot a módosítás az angol változatban is megszüntette volna.
A javaslatot a szavazók 73:27 arányban elutasították.